# Turnera oculata
Turnera oculata är en passionsblomsväxtart som beskrevs av Story och Fernandes. Turnera oculata ingår i släktet Turnera och familjen passionsblomsväxter. Utöver nominatformen finns också underarten T. o. paucipilosa.